# 栃原岩陰遺跡

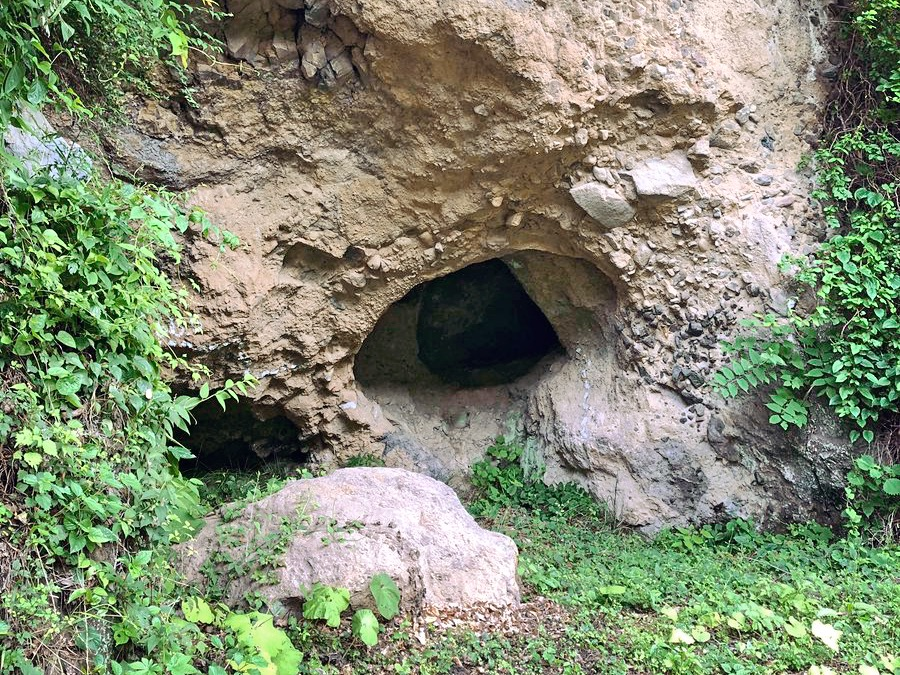
栃原岩陰遺跡

栃原岩陰遺跡（とちばらいわかげいせき）は、長野県南佐久郡北相木村で1965年に発見された縄文時代草創期・早期の岩陰遺跡である。所在地は北相木村字東栃原上ノ段。1987年（昭和62年）5月25日に、東に隣接する天狗岩岩陰も含め、「栃原岩陰遺跡・天狗岩岩陰」として国の史跡に指定された。

## 概要
1965年に輿水利雄と新村薫により発見。信州大学医学部を中心とする発掘調査で縄文時代早期の岩陰遺跡であることが判明した。
栃原岩陰遺跡は、12体の縄文時代早期（9500年前から9500年前）の人骨が出土した。土器、石器、骨角器、食料にしたと思われる多数の動物（江戸後期から近代に絶滅したニホンオオカミを含む哺乳類、爬虫類、淡水魚など）の骨なども出土しており、縄文時代早期の衣食住の研究に非常に多くの資料を提供している。遺物のなかで、骨製の釣針、縫い針の精巧さは類を見ず、当時の人々の技術水準の高さを物語る。また海から遠く離れたこの遺跡から、サメの歯の加工品やタカラガイ類も出土している。
これらの遺物の多くは出土人骨から復元された「相木人」の頭部復元模型などとともに北相木村考古博物館に展示されている。
なお、この遺跡からは子供の2遺体が発見された。歯の状況から3歳と5歳と推定された。調査の結果、炉辺で装飾具をつけ、ムクの実を食べていたところ、突如、天井岩が落下し、その下敷きになり死亡したことが判明。また子供に対し、カタツムリの殻が供えるように置かれていたことも判った。この落盤落下は、公式に認められた日本初の災害事故として学会に報告された。

## 関連文献
- 大参義一, 佐々木明「栃原岩陰遺跡の考古学的概観」『人文科学論集』第20巻、信州大学人文学部、1986年3月、25-40頁、hdl:10091/11474、ISSN 02880555、CRID 1050282813888856960。